# Al Matammah

Localização do distrito

Al Matammah é um dos seis distritos do estado de Nahr an-Nil, no Sudão.